# Neuilly-le-Dien
Neuilly-le-Dien é uma comuna francesa na região administrativa de Altos da França, no departamento de Somme. Estende-se por uma área de 4.9 km². Em 2010 a comuna tinha 98 habitantes (densidade: 20 hab./km²).